# Final Days Society
Final Days Society är en svensk postrock/indie-grupp från Växjö. Bandet bildades 2006 och i april 2008 gav de ut sitt debutalbum Noise Passes, Silence Remains genom skivbolaget Digital Revolt. I april 2011 släpptes det andra albumet, Ours Is Not a Caravan of Despair. I juli 2015 släpptes bandets tredje album, Icebreaker och i maj 2020 släpptes det fjärde albumet Firestarter.

## Medlemmar
- Suwat Khanh - sång, bas
- Pierre Olsson Kruse - gitarr
- Andreas Jeansson - gitarr, klaviatur
- Marcus Knutsson - gitarr
- Victor Galeano - trummor, slagverk

## Diskografi
- 2008 - Noise Passes, Silence Remains
- 2011 - Ours Is Not a Caravan of Despair
- 2015 - Icebreaker
- 2020 - Firestarter